# Museu dos barcos viquingues de Oslo
Museu dos barcos viquingues de Oslo (em norueguês: Vikingskipshuset) é um museu situado na ilha de Bygdøy, em Oslo, na Noruega. Está integrado no museu de história e cultura, pertencente à Universidade de Oslo.
O museu alberga barcos encontrados em diversas sepulturas viquingues, após escavações efectuadas em Tune, Gokstad, Oseberga e Borrehaugene.
A construção de um edifício para albergar os grandes barcos da Era Viquingue foi sugerida no fim do século XIX. Mas foi só em 1926 que a primeira secção do edifício, para albergar o barco de Oseberga, foi concluída, após ter aquele passado vários anos nos armazéns da universidade. Em 1932, já estavam prontas as secções para albergar os barcos de Tune e Gokstad, mas a conclusão do edifício foi atrasada devido à segunda guerra mundial. Foi concluído em 1957.
Para além dos navios, o museu também expõe diversos artefactos utilizados pelos viquingues no seu dia-a-dia.
Ao entrar no museu, o visitante depara-se com o barco de Oseberga mesmo em frente. Andando em frente, pode contemplar achados da sepultura de Oseberga. À esquerda, encontra o barco de Gokstad e, à direita, o barco de Tune. Existem pequenas varandas a que os visitantes podem subir, para verem a parte de dentro dos navios. O museu tem ainda uma secção de exposições temporárias e uma loja de recordações.

## Futuro
Em 20 de Dezembro de 2006, a Universidade de Oslo decidiu apoiar uma proposta do museu para transferir os barcos e todos os artefactos para um novo museu em Bjørvika, também em Oslo. Tem havido um grande debate sobre esta proposta, tanto no meio museológico como na comunicação social. Os que se opõem à mudança apresentaram preocupações com a fragilidade dos barcos, argumentando que não sobreviveriam intactos à viagem. Os apoiantes, por outro lado, defendem que o risco de os manter no mesmo local é muito superior, dadas as elevadas possibilidades de ocorrência de incêndios e de excesso de visitantes. Entretanto, foi realizado um estudo de avaliação do risco de mover o barco de Oseberga, tendo os resultados sugerido que este poderia ser transferido sem sofrer grandes danos.